# Audios de Villarejo
Los audios de Villarejo se refieren a un conjunto de grabaciones hechas por el excomisario del Cuerpo Nacional de Policía José Manuel Villarejo y que a principios de 2015 fueron filtradas a la prensa. Estas grabaciones constituyen el objeto de la pieza 34 de la operación Tándem, abierta en 2023 por la Audiencia Nacional para investigarlas de forma separada.
Las grabaciones contienen conversaciones privadas con altos cargos políticos de distintos partidos políticos del país, jueces, periodistas y empresarios de España y en ellas conversan de distintos temas como los atentados del 11M, su intervención en algunos casos de corrupción inventados por el Lawfare, así como una serie de problemas judiciales en los que los interlocutores piden mediación a Villarejo.

## Filtraciones
Se calcula que se han filtrado más de 80 grabaciones a día de hoy. Estas grabaciones se habrían realizado entre 2005 y 2017 y se comenzaron a filtrar a la prensa en 2015, ocurriendo la mayor parte de las filtraciones durante el año 2022.
Se desconoce la identidad de la persona que ha filtrado las grabaciones aunque se sospecha que podría ser el mismo Villarejo, puesto que, a pesar de que la mayor parte de estos audios aportan posibles pruebas de algún tipo de práctica suya presuntamente delictiva, a quien claramente perjudican es a sus interlocutores. Villarejo ha negado reiteradamente que sea él quien filtra nada. De no ser él, solo podrían haber salido de la policía o del juzgado de instrucción número 6 de la Audiencia Nacional, que preside el magistrado Manuel García-Castellón.
Las filtraciones se habrían realizado a través de la red Tor.

## Personas involucradas
Las personas involucradas en estas grabaciones incluyen a:
- José Manuel Villarejo, quien estaba siempre presente grabando las conversaciones.
- Francisco Martínez Vázquez, político del Partido Popular y secretario de Estado de Seguridad de España entre 2013 y 2016.
- Ignacio Peláez, abogado de un empresario implicado en el Caso Gürtel.[4][5]
- Antonio García Ferreras, periodista español y director del canal La Sexta.[6][7]
- Eduardo Inda, periodistas español, exdirector de El Mundo y actual director de Okdiario.
- María Dolores de Cospedal García, política del Partido Popular y ministra de Defensa de España entre 2016 y 2018.[4]
- Esperanza Aguirre, política del Partido Popular y presidenta de la Comunidad de Madrid entre 2003 y 2012.
- Jose Luis Olivera, policía y antiguo jefe de la Unidad de Delincuencia Económica y Fiscal (UDEF).[8]
- Javier de la Rosa, empresario catalán condenado por estafa.
- José Luis González Armengol, juez decano de Madrid.
- Julio Corrochano, exjefe de Seguridad del banco BBVA.[9]
- Donato González, presidente de Société Générale.[10]
- Carlos Ripollés, primer presidente de la Asociación de Familias Afectadas por el accidente del Yak-42.[11]
- Juan Muñoz Támara, empresario sevillano del sector inmobiliario, marido de la periodista Ana Rosa Quintana[12][13]
- Fernando Muñoz Támara, hermano de Juan y cuñado de Ana Rosa Quintana.
- Enrique Maestre Cavanna, abogado.[14]
- Adrián de la Joya, empresario.[14]
- Baltasar Garzón, exjuez español.[15][16]
- Alberto Pedraza, empresario.[17]
- Enrique García Castaño, excomisario.[18]
- Ignacio Stampa, exfiscal del Caso Villarejo.[19]
- Dolores Delgado, exministra y fiscal.[16][20]
- Carlos Salamanca, excomisario.[20]
- Alicia Sánchez-Camacho, jurista y política del Partido Popular de Cataluña.[21]
- Pedro J. Ramírez, fundador del periódico El Mundo y director de El Español[22]
- Mauricio Casals, empresario y presidente del diario La Razón.

En los audios de las conversaciones se mencionan también a las siguientes personalidades:
- Juan Carlos I, rey emérito de España.[4]
- Corinna Larsen, empresaria alemana y expareja de Juan Carlos I.[4]
- Ignacio López del Hierro, empresario y político, marido de María Dolores de Cospedal.
- Ana Pastor García, periodista española y esposa de Antonio García Ferreras.
- Jordi Pujol, expolítico de ideología nacionalista catalana y expresidente de la Generalidad de Cataluña.
- Marta Ferrusola, empresaria catalana y esposa del político Jordi Pujol.
- Francisco Granados, empresario y político del Partido Popular.[23]
- Ignacio González González, político del Partido Popular y presidente de la Comunidad de Madrid entre 2012 y 2015.
- Juan Carlos Monedero, profesor español y político, exsecretario de Podemos.[7]
- Pablo Iglesias Turrión, politólogo y expolítico español, fue vicepresidente segundo del Gobierno de España entre 2020 y 2021.
- Javier López Madrid, empresario español involucrado en la Operación Lezo.[24]
- José Bono, político del Partido Socialista Obrero Español.[25]
- Félix Sanz Roldán, Director del Centro Nacional de Inteligencia entre 2009 y 2019[4][11]
- Florentino Pérez, presidente de ACS y del Real Madrid Club de Fútbol.[26][27]
- Mariano Rajoy, presidente de España entre 2011 y 2018.[8]
- Eugenio Pino, comisario de la Policía Nacional entre 2012 y 2016.[14]
- Jorge Fernández Díaz, político del Partido Popular, miembro del Opus Dei y ministro de Interior de España entre 2011 y 2016.[28]
- Sabiniano Gómez Serrano, padre de Begoña Gómez, esposa de Pedro Sánchez.[29]

## Consecuencias
- Algunos políticos como Ignacio González, María Dolores de Cospedal o Dolores Delgado se vieron obligados a dejar la política, por informaciones contenidas en esos audios.

- La audiencia de Al rojo vivo, programa de televisión presentado por Antonio García Ferreras bajó de un 12,1% a un 8,7%,[30] ya que en esos audios se veía la complicidad del periodista con una estrategia mediática para desprestigiar a políticos de Podemos.

- En Andorra también se ha abierto una causa judicial para averiguar hasta dónde España presionó a las autoridades andorranas para obtener información sobre la familia Pujol Ferrusola.[31]

- El número 2 de la trama Gürtel se querelló contra Baltasar Garzón[32]